# Zrób to sam (hobby)

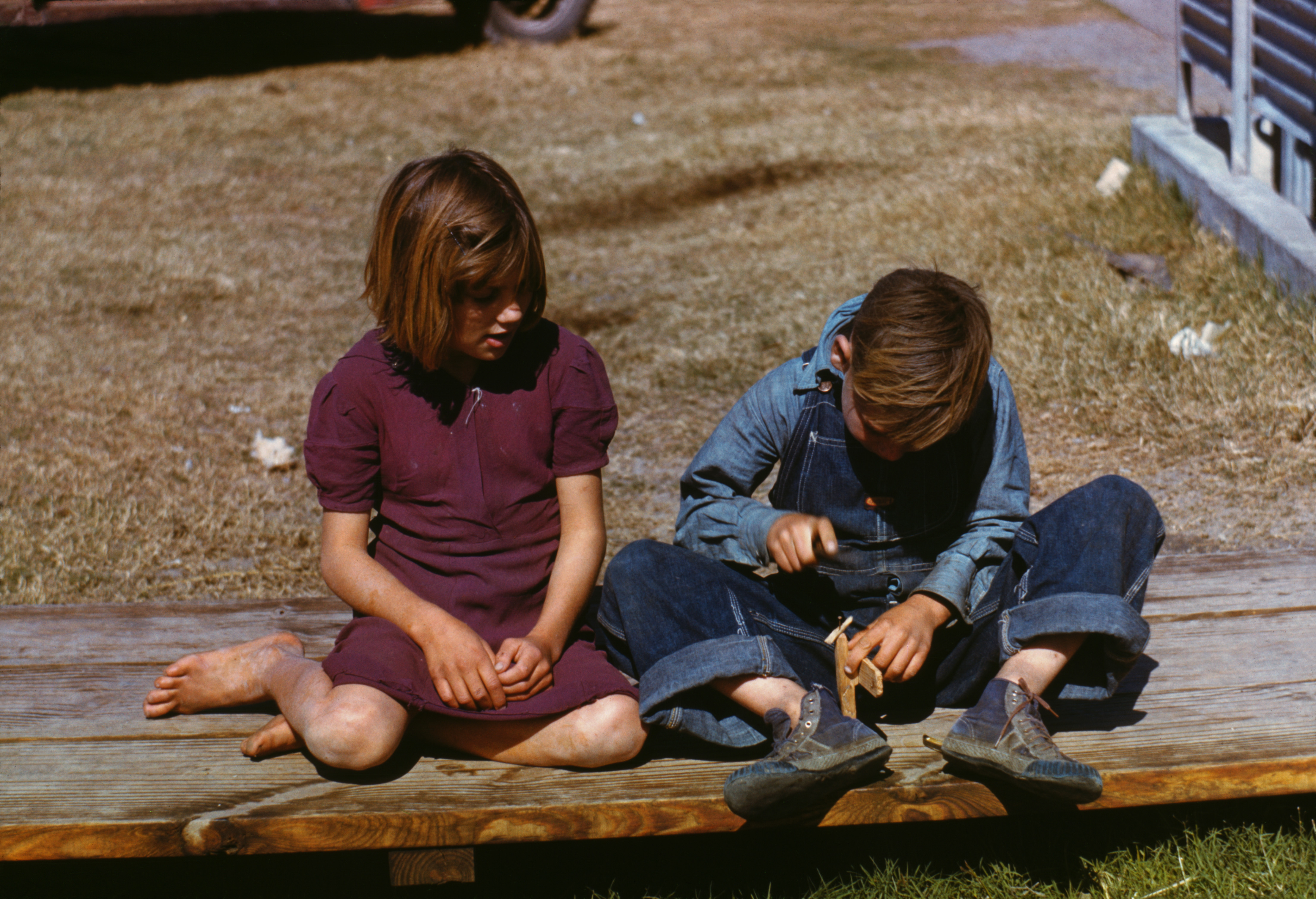
Chłopiec pracujący nad domowej roboty modelem samolotu, 1942 rok

Zrób to sam (ang. do it yourself ['du: ıt jə’self], w skrócie DIY) – określenie idei związanej z samodzielnym, niekomercyjnym wykonywaniem zwykle na własne potrzeby różnych prac bez pomocy profesjonalistów. Anglojęzyczny termin DIY pojawił się na początku XX wieku, a do powszechnego użytku wszedł po II wojnie światowej. DIY może być także niezależnym artystą, który pisze, nagrywa i produkuje własne piosenki, zwykle we własnym domu. Wraz z rozwojem programów DAW (Digital Audio Workstations) czy takich jak Logic Pro X firmy Apple, Ableton Live i FL Studio. Wielu artystów na świecie tworzy tak własną muzykę i wydaje ją własnym sumptem na portalach streamingowych bez udziału dużych wytwórni płytowych.

## Subkultura
Określenie to dotyczy wywodzącej się z subkultury hippie i punk (choć do niej się nieograniczającej) idei samodzielnego wytwarzania m.in. tworzenia zinów, ręcznego malowania naszywek i koszulek, wydawania utworów muzycznych nagranych własnym sumptem, organizowania koncertów bez pomocy sponsorów.

## Idea
Idea jest rozpowszechniana także przez hakerów, miłośników technologii, elektroników hobbystów, którzy udostępniają na swoich stronach i forach dyskusyjnych filmy i inne pliki z instruktażami np. montażu gniazda do ładowarki samochodowej w komputerze, instalacji OS X na PC, zasilenia routera przez gniazdo ethernetowe, budowy zegara cyfrowego, budowy zestawu głośników do kina domowego, nawet własnego odtwarzacza mp3 i wiele innych.
Może to służyć wielu celom – od promocji danego ruchu, zespołu lub idei do pozyskiwania pieniędzy na różne cele.

## Muzycy
Przykładowi polscy muzycy posiadający główne cechy DIY tj. nagrywający i wydający muzykę w swoich własnych wydawnictwach.
- DJ 600V
- Tede
- Sokół (raper)
- Jacek Sienkiewicz
- Modfunk
- Gromee
- P.A.F.F.

## Majsterkowanie
Obecnie DIY funkcjonuje w państwach anglojęzycznych także jako nazwa sklepu z przyborami, narzędziami oraz materiałami dla majsterkowiczów. Idea ta rozprzestrzeniła się na kraje europejskie w postaci komercyjnej; wielu producentów we wszystkich dziedzinach technicznych, od budownictwa, poprzez wykańczanie wnętrz na elektronice skończywszy, oferuje zestawy do samodzielnego wykorzystania.
Od lat 90. ruch Zrób to Sam coraz zaczęło rozwijać się w skali globalnej dzięki rozwojowi sieci WWW. W efekcie zaczęły powstawać blogi i vlogi oferujące tutoriale krok po kroku pokazujące jak samodzielnie wykonać konkretne przedmioty, elementy remontu czy domowych napraw. Obecnie zasięg tego ruchu jest już na tyle masowy, że według badania z czerwca 2016 r. Zrób to sam. Jak Polacy łączą przyjemne z pożytecznym? 84% Polaków nie tylko samodzielne wykonuje różne czynności w domu czy ogrodzie, ale też 73% robi to z przyjemnością.

## „Samoróbki”
- Ciągnik Sam